# Not Forgotten
Not Forgotten é um filme independente de 2010, dirigido por Dror Soref e estrelado por Simon Baker e Paz Vega.

## Sinopse
Jack Bishop vive o sonho de todo homem: ele é casado com a bela Amaya e tem uma linda filha, Toby. O rapaz tem, ainda, uma carreira promissora na tranquila cidade na fronteira entre Texas e o México. Mas essa vida perfeita não é apenas uma mera coincidência. Seu passado esconde um segredo sombrio. Quando Toby é sequestrada, Jack percebe que seu passado voltou para tentar arruiná-lo. A única forma de ter sua filha de volta será voltar as suas raízes e se apegar a sua religião. Quanto mais fundo ele vai na busca de sua filha mais se vê envolvido em uma teia macabra de mentiras, traições e bruxaria.

## Elenco
- Simon Baker como Jack Bishop
- Paz Vega como Amaya Bishop
- Chloë Grace Moretz como Toby Bishop
- Claire Forlani como Katie
- Michael DeLorenzo como Casper Navarro
- Ken Davitian como Pade Salinas
- Julia Vera como Doña
- Virginia Periera como Karen De La Rosa